# Bahnhof Landstuhl
Der Bahnhof Landstuhl ist der Bahnhof der rheinland-pfälzischen Kleinstadt Landstuhl. Er über drei Bahnsteiggleise. Der Bahnhof liegt im Verbundgebiet des Verkehrsverbundes Rhein-Neckar (VRN) und gehört zur Tarifzone 844. Seine Anschrift lautet Bahnstraße 1.
Er liegt an der Bahnstrecke Mannheim–Saarbrücken, die im Wesentlichen aus der Pfälzischen Ludwigsbahn Ludwigshafen–Bexbach hervorging. Eröffnet wurde er am 1. Juli 1848, als der Ludwigsbahn-Abschnitt Kaiserslautern–Homburg in Betrieb ging. Mit Eröffnung der Bahnstrecke Landstuhl–Kusel am 20. September 1868 wurde die Bahnstation schließlich zum Trennungsbahnhof. Seit Dezember 2006 ist er außerdem Halt der Linie S1 der S-Bahn RheinNeckar. 

## Lage

### Örtliche Lage
Der Bahnhof befindet sich am nordwestlichen Stadtrand von Landstuhl. Parallel zu den Gleisen verläuft im Süden die Bahnstraße. Im Norden erstreckt sich ein Industriegebiet. Der westliche Teil des Bahnhofs wird von der Landesstraße 363 überbrückt.

### Bahnstrecken
Die Bahnstrecke Mannheim–Saarbrücken verläuft bis zum Bahnhof geradlinig in Ost-West-Richtung. Unmittelbar danach biegt sie leicht nach Westsüdwest ab. Die Bahnstrecke Landstuhl–Kusel biegt im Westen in einer weiten Kurve nahezu rechtwinklig nach Norden ab.

## Geschichte

### Entstehung des Bahnhofs und erste Jahre (1830–1860)
Ursprünglich war geplant, innerhalb der damaligen Rheinpfalz eine Bahnstrecke in Nord-Süd-Richtung in Betrieb zu nehmen. Jedoch wurde vereinbart, zuerst eine Magistrale in Ost-West-Richtung zu bauen, die hauptsächlich dem Kohletransport aus der Saargegend zum Rhein dienen sollte. Die Strecke sollte von Bexbach im Westen über Landstuhl und Kaiserslautern bis an die Rheinschanze verlaufen. Bereits der Bauentwurf von 1839 sah einen Bahnhof für die Sickingenstadt vor. Für den Grunderwerb mussten innerhalb der Stadt 730 Gulden pro Morgen gezahlt werden.
Aufgrund der schwierigen Topographie des Pfälzerwaldes, der zwischen Neustadt und Kaiserslautern durchquert werden musste, konnte die „Pfälzische Ludwigsbahn“ genannte Strecke nicht kontinuierlich von Ost nach West gebaut werden. Nachdem die Strecke 1847 bereits zwischen Neustadt und Ludwigshafen freigegeben worden war, wurde am 1. Juli 1848 der Abschnitt zwischen Kaiserslautern und Homburg – einschließlich des Landstuhler Bahnhofs – in Betrieb genommen; bereits vom 10. bis zum 15. Juli 1848 hatten als Provisorium Zugfahrten stattgefunden. Ende des Jahres wurde der Abschnitt bis nach Frankenstein verlängert; im Juni des Folgejahres konnte im Westen bis Bexbach gefahren werden. Am 25. August 1849 war die Ludwigsbahn schließlich auf gesamter Länge befahrbar.

### Planung, Bau und Eröffnung der Strecke Landstuhl–Kusel (1860–1870)

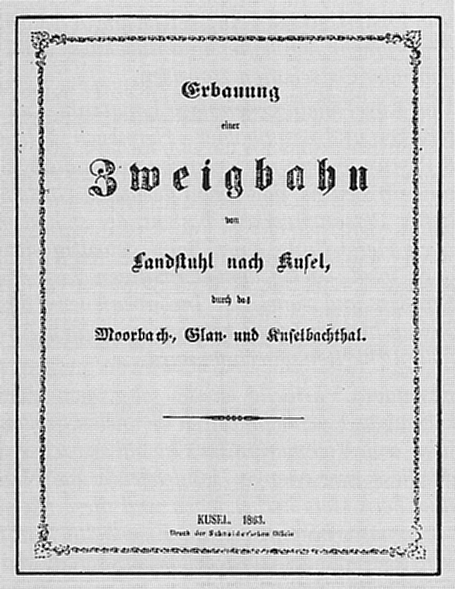
Titelseite der Denkschrift zum Bau der Strecke im Jahr 1863

Laut einer 1861 in Kusel erschienenen Denkschrift, sollte eine in Landstuhl von der Pfälzischen Ludwigsbahn abzweigende Strecke entlang Mohrbach, Glan und Kuselbach bis nach Kusel führen.
Der erste Güterzug fuhr am 28. August 1868. Am 20. September 1868 wurde die Strecke Landstuhl–Kusel offiziell eröffnet. An diesem Tag verkehrte zudem ein Sonderzug von Ludwigshafen nach Kusel, zu dessen Passagieren neben Funktionären der pfälzischen Eisenbahnstrecken unter anderem der damalige bayerische Staatsminister für Handel und Öffentliche Arbeiten, Gustav von Schlör, gehörte. Zwei Tage später wurde die Strecke für den regulären Verkehr freigegeben. Dadurch wurde der Bahnhof Landstuhl nach Schifferstadt (1847), Ludwigshafen (1853), Neustadt an der Haardt (1855), Homburg (1857), Winden (1864) und Schwarzenacker (1866) der siebte Eisenbahnknotenpunkt innerhalb der Pfalz.

### Weitere Entwicklung
1922 erfolgte die Eingliederung des Bahnhofs in die neu gegründete Reichsbahndirektion Ludwigshafen. Im Zuge von deren Auflösung wechselte er zum 1. April 1937 in den Zuständigkeitsbereich der Direktion Saarbrücken.
Da die aus der Ludwigsbahn hervorgegangene Magistrale von Mannheim nach Saarbrücken schon immer für den Fernverkehr eine große Bedeutung besaß, wurde sie ab 1960 schrittweise elektrifiziert. Am 8. März 1960 konnte so auf dem Abschnitt Saarbrücken–Homburg elektrisch gefahren werden. Der Abschnitt Homburg–Kaiserslautern – einschließlich des Landstuhler Bahnhofs – folgte am 18. Mai 1961, und ab dem 12. März 1964 war die Strecke auf gesamter Länge elektrisch befahrbar.
Zum 31. Mai 1970 wurde die Bahnmeisterei Landstuhl aufgelöst. Im Zuge der schrittweisen Auflösung der Bundesbahndirektion Mainz Anfang der 1970er Jahre war folgend die Bundesbahndirektion Saarbrücken für den Bahnhof zuständig.

### Jüngere Vergangenheit (seit 1994)
2006 erfolgte im Zuge der Integration der Bahnstrecke Mannheim–Saarbrücken in das Netz der S-Bahn RheinNeckar der behindertengerechte Ausbau der Bahnsteige. Die Verlängerung der seit 2003 in Kaiserslautern Hbf endenden S-Bahn-Linie S1 bis nach Homburg (Saar) Hbf fand zum turnusgemäßen Fahrplanwechsel 2006/2007 am 10. Dezember 2006 statt, in deren System der Bahnhof seither integriert ist.
Im Rahmen des Ausbaus der Bahnstrecke wurde der Bahnhof bis Ende 2019 modernisiert.

## Bauwerke

### Empfangsgebäude
Das Empfangsgebäude wurde bereits Ende April 1846 und somit zwei Jahre vor der Eröffnung des Bahnhofs eröffnet. Es weist wie viele – teilweise inzwischen ersetzte – Empfangsgebäude an der damaligen Ludwigsbahn einen italienisierenden Baustil auf.

### Bahnsteige
Die Bahnsteige wurden auf einem Teil ihrer Länge im Zuge der Integration des Bahnhofs in das Netz der S-Bahn RheinNeckar modernisiert. Die Bahnsteighöhe von 76 Zentimetern dient den Regioanexpress- und S-Bahn-Zügen, die von 55 Zentimetern den Dieseltriebwagen von und nach Kusel.
| Gleis | Nutzbare Länge | Bahnsteighöhe | Nutzung                                                         |
| ----- | -------------- | ------------- | --------------------------------------------------------------- |
| 1     | 229 m          | 76 cm         | Züge in Richtung Kaiserslautern/Mannheim/Heidelberg/Osterburken |
| 2     | 190 m          | 76 cm         | Züge in Richtung Homburg/Saarbrücken/Trier/Koblenz              |
| 3     | 191 m          | 55 cm         | Züge von und nach Kusel und Kaiserslautern (RB 67)              |

Bei den Umbauarbeiten am Landstuhler Bahnhof wird das Gleis 4 reaktiviert.

## Verkehr

### Personenverkehr
Der erste Fahrplan weist drei Kurse zwischen Homburg und Kaiserslautern auf. Bereits ein halbes Jahr später liefen sie bis Frankenstein durch. 1884 gab es durchgehende Verbindungen der Relation Neunkirchen–Homburg–Landstuhl-Kaiserslautern–Schifferstadt–Ludwigshafen–Worms.
1868 wurde der Betrieb zwischen Landstuhl und Kusel mit zwei gemischten und zwei reinen Personenzügen aufgenommen. Dabei pendelte ein Zug viermal zwischen Landstuhl und Kusel. 1905 wurden am Bahnhof 89.119 Fahrkarten verkauft. Seit den 1950er Jahren verkehren stets mindestens zehn Zugpaare zwischen Landstuhl und Kusel. Ab Anfang der 1950er Jahre verkehrte vormittags ein so genannter „Städteschnellzug“ zwischen Kusel und Heidelberg. Bereits 1954 wurde er zum Eilzug heruntergestuft. 1979 erfolgte seine Einstellung.
Von April bis Oktober fährt seit 2000 an Sonn- und Feiertagen mit dem Glantal-Express ein Zugpaar von Kusel nach Neustadt. Zwischen Landstuhl und Neustadt hält er lediglich in Kaiserslautern, Weidenthal und Lambrecht (Pfalz).
Die Züge auf der Strecke nach Kusel werden meistens bis Kaiserslautern durchgebunden; nur wenige enden beziehungsweise beginnen in Landstuhl. Seit Dezember 2006 verkehren stündlich S-Bahnen der S-Bahn Rhein-Neckar (Linie S1) von Homburg über Kaiserslautern, Neustadt, Mannheim, Heidelberg, Eberbach und Mosbach nach Osterburken. Es halten keine Intercity mehr in Landstuhl, diese wurden durch den Regional-Express (Süwex) ersetzt, der stündlich zwischen Koblenz und Mannheim unterwegs ist.

## Verkehr

### Personenfernverkehr
| Zug                      | Verlauf                                                                                             | Takt          |
| ------------------------ | --------------------------------------------------------------------------------------------------- | ------------- |
| EC 217                   | Saarbrücken – Landstuhl – Kaiserslautern – Mannheim – Stuttgart – Ulm – Augsburg – München – (Graz) | einzelner Zug |
| Stand: 10. Dezember 2023 | |               |

### Personennahverkehr
| Linie                    | Verlauf | Takt                                                       |
| ------------------------ | --- | ---------------------------------------------------------- |
| S 1                      | Homburg (Saar) Hbf – Bruchmühlbach-Miesau – Hauptstuhl – Landstuhl – Kindsbach – Einsiedlerhof – Vogelweh – Kennelgarten – Kaiserslautern Hbf – Hochspeyer – Frankenstein (Pfalz) – Weidenthal – Neidenfels – Lambrecht (Pfalz) – Neustadt (Weinstr) Hbf – Neustadt (Weinstr)-Böbig – Haßloch (Pfalz) – Böhl-Iggelheim – Schifferstadt – Limburgerhof – (Ludwigshafen-Rheingönheim – Ludwigshafen-Mundenheim –) (einzelne Züge) Ludwigshafen (Rhein) Hbf – Ludwigshafen (Rhein) Mitte – Mannheim Hbf – Mannheim ARENA/Maimarkt – Mannheim-Seckenheim – Mannheim-Friedrichsfeld Süd – Heidelberg-Pfaffengrund/Wieblingen – Heidelberg Hbf – Heidelberg-Weststadt/Südstadt – Heidelberg-Altstadt – Heidelberg-Schlierbach/Ziegelhausen – Heidelberg Orthopädie – Neckargemünd – Neckargemünd Altstadt – Neckarsteinach – Neckarhausen (b Neckarsteinach) – Hirschhorn (Neckar) – Eberbach – Lindach – Zwingenberg (Baden) – Neckargerach – Binau – Mosbach‐Neckarelz – Mosbach West – Mosbach (Baden) – Neckarburken – Dallau – Auerbach (b Mosbach) – Oberschefflenz – Eicholzheim – Seckach – Zimmern bei Seckach – Adelsheim Nord – Osterburken Stand: Fahrplanwechsel Dezember 2021 | 60 min                                                     |
| S 44                     | Homburg (Saar) Hbf – Bruchmühlbach-Miesau – Hauptstuhl – Landstuhl – Kindsbach – Einsiedlerhof – Vogelweh – Kennelgarten – Kaiserslautern Hbf – Hochspeyer – Frankenstein (Pfalz) – Weidenthal – Neidenfels – Lambrecht (Pfalz) – Neustadt (Weinstr) Hbf – Neustadt (Weinstr)-Böbig – Haßloch (Pfalz) – Böhl-Iggelheim) – Schifferstadt – Limburgerhof – Ludwigshafen-Rheingönheim – Ludwigshafen-Mundenheim – Ludwigshafen (Rhein) Hbf – Ludwigshafen (Rhein) BASF Süd – Ludwigshafen (Rhein) BASF Mitte – Ludwigshafen (Rhein) BASF Nord Stand: Fahrplanwechsel Dezember 2021 | einzelne Züge (wochentags)                                 |
| RE 1                     | Koblenz – Trier – Saarbrücken – St. Ingbert – Homburg (Saar) – Landstuhl – Kaiserslautern – Neustadt (Weinstr) – Mannheim | 60 min                                                     |
| RB 67                    | Kusel – Altenglan – Glan-Münchweiler – Landstuhl (– Kaiserslautern) | 60 min (+ einzelne Verstärkungszüge zur Hauptverkehrszeit) |
| RB 70                    | Kaiserslautern – Landstuhl – Homburg (Saar) – Saarbrücken | 60 min                                                     |
| Stand: 10. Dezember 2023 | |                                                            |

### Güterverkehr
In den ersten Jahrzehnten wies der Bahnhof umfangreichen Güterverkehr auf. Dies spiegelte sich entsprechend in den Gleisanlagen wider. Der nördliche und der südöstliche Bahnhofsbereich diente der Verladung von Kohle. Südwestlich des heutigen Empfangsgebäudes befand sich eine lange Verladerampe.
1905 wurden am Bahnhof insgesamt 83.533,23 Tonnen Güter versandt beziehungsweise empfangen. Kurz nach der Ausfahrt der Strecke nach Kusel befand sich bis in die 1990er Jahre ein Anschlussgleis des städtischen Raiffeisenlagers, das über ein großes Gebäude verfügte. Inzwischen hat der örtliche Güterverkehr an Bedeutung eingebüßt.